# Celaenia calotoides
Celaenia calotoides är en spindelart som beskrevs av William Joseph Rainbow 1908. Celaenia calotoides ingår i släktet Celaenia och familjen hjulspindlar.
Artens utbredningsområde är New South Wales. Inga underarter finns listade i Catalogue of Life.